# Neptis taimiri
Neptis taimiri är en fjärilsart som beskrevs av Hans Fruhstorfer 1908. Neptis taimiri ingår i släktet Neptis och familjen praktfjärilar. Inga underarter finns listade i Catalogue of Life.